# سدوفکا
سدوفکا (انگلیسی: Sedovka) یک شهرک در شهرستان بلاگووشچنسکی باشقیرستان کشور روسیه است.